# Estación de Sierra de Guadalupe

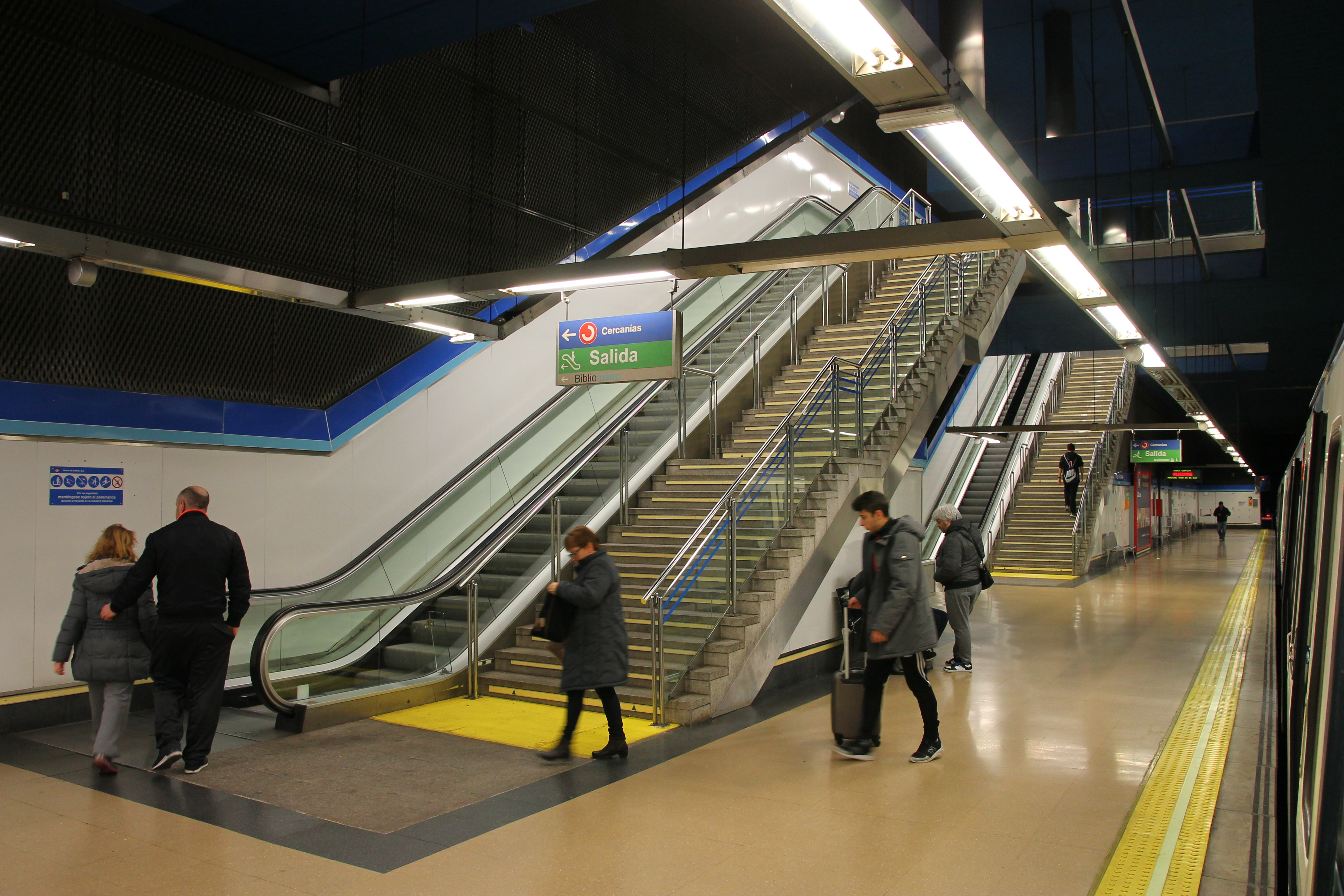
Andén de la estación

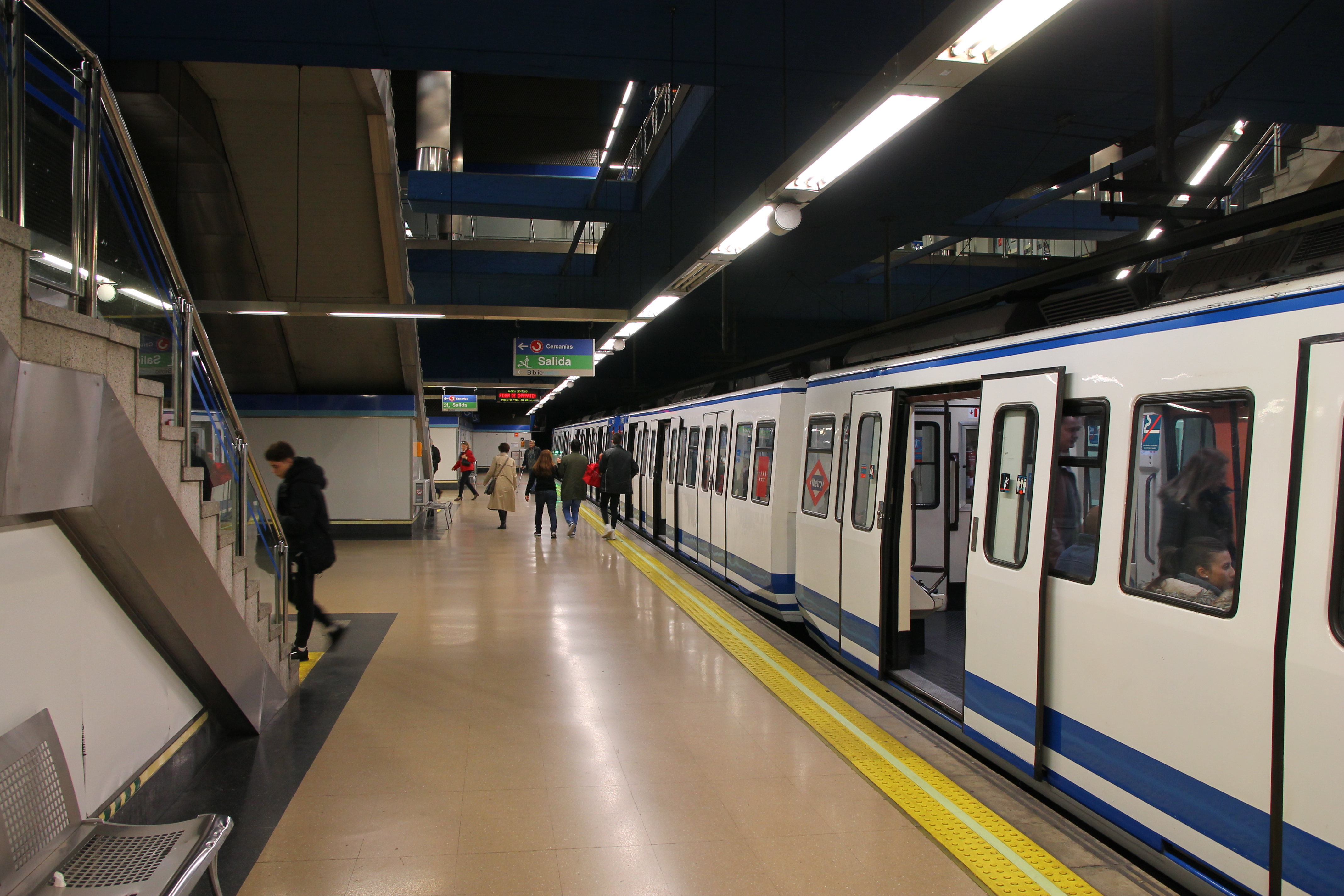
Andén de la estación

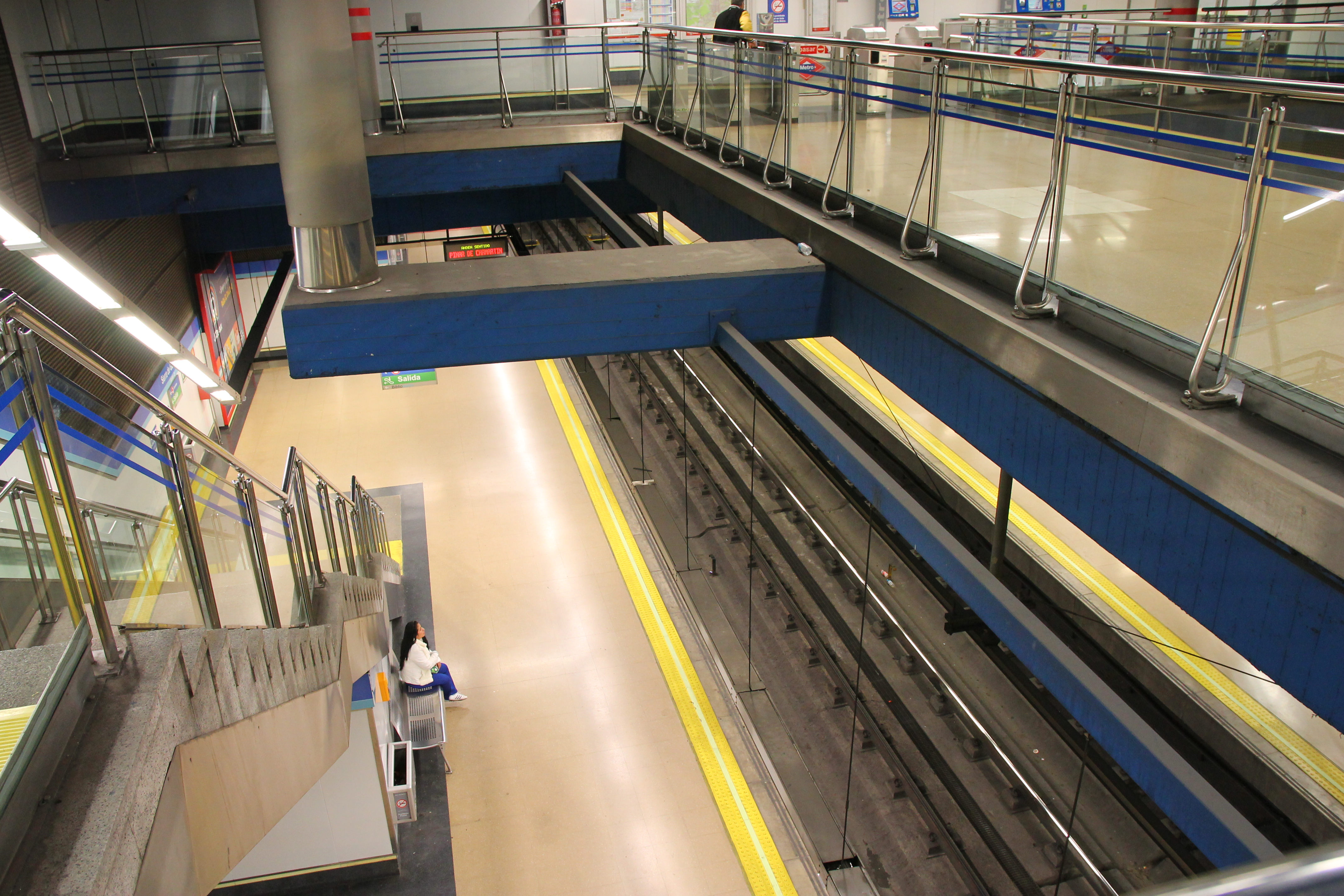
La estación vista desde arriba

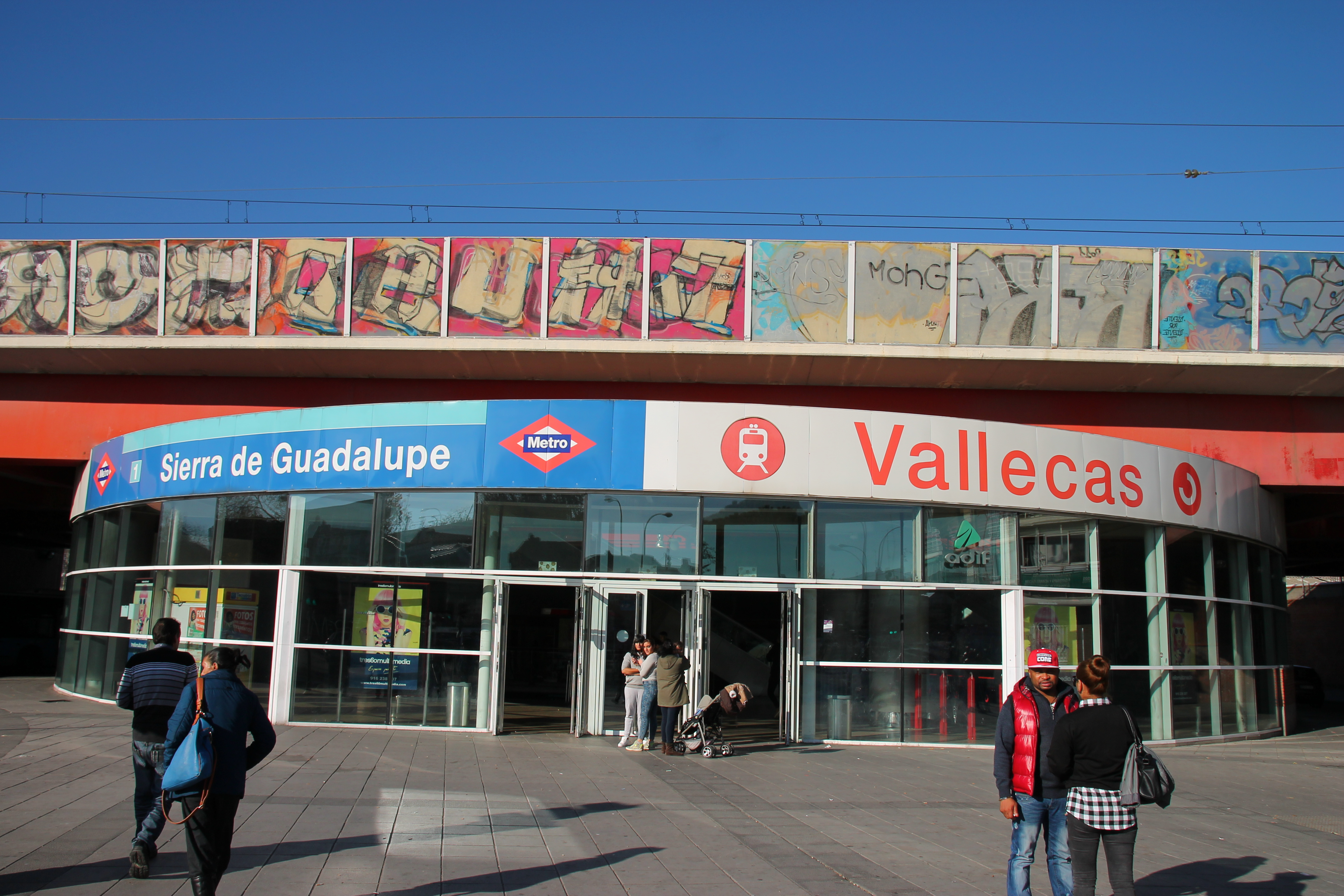
Entrada

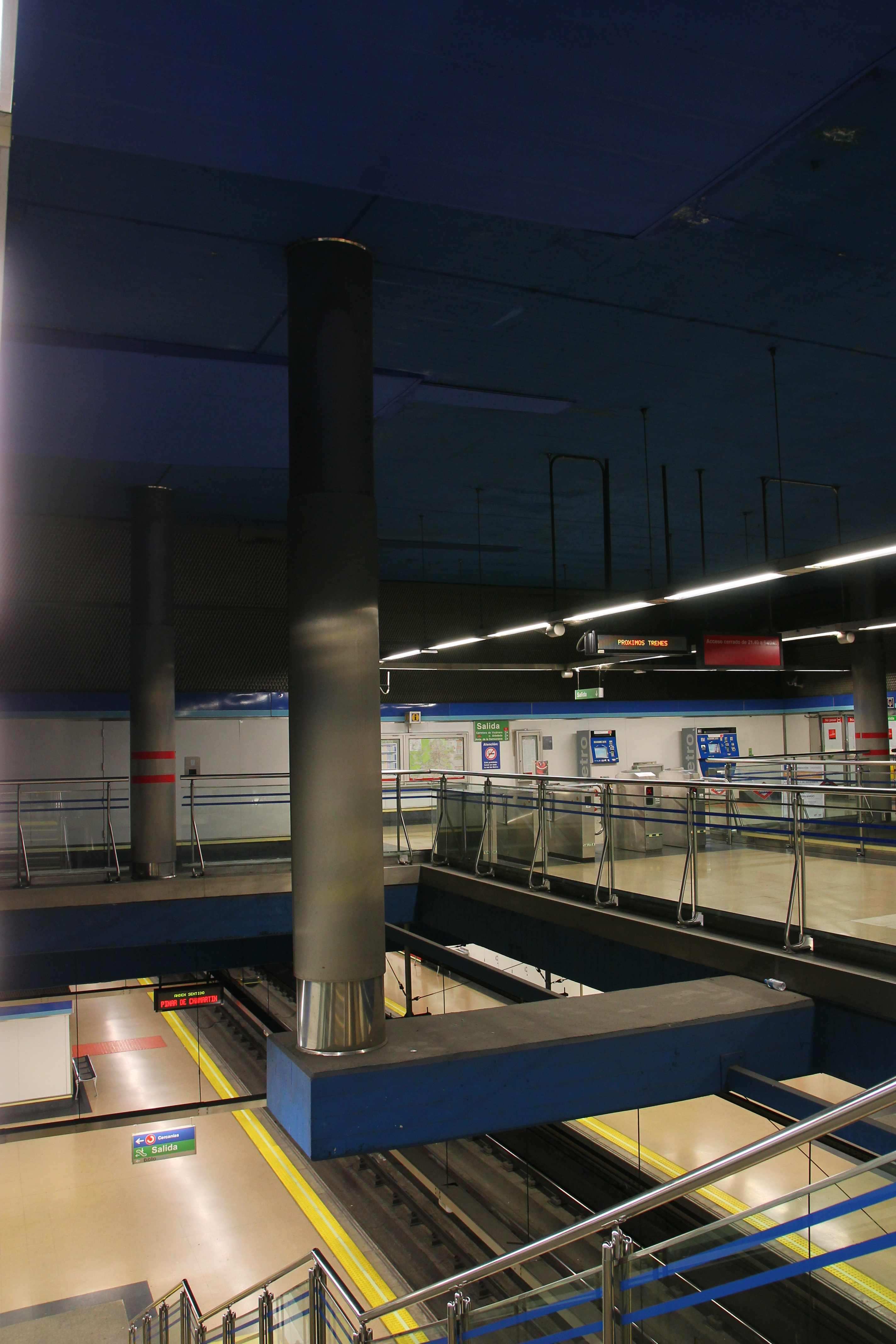
Vista de la estación

Sierra de Guadalupe es una estación de la línea 1 de Metro de Madrid situada bajo la intersección de las calles Sierra de Guadalupe y Jesús del Pino, en el límite entre los barrios de Palomeras Sureste (Puente de Vallecas) y casco histórico de Vallecas (Villa de Vallecas), bajo la estación de cercanías de Vallecas.

## Historia y características
La estación de Metro de Sierra de Guadalupe se inauguró el 4 de marzo de 1999, junto con la nueva estación de cercanías de Vallecas. La antigua estación de cercanías se desplazó unos cuantos metros al norte para facilitar esta correspondencia.
Ambas forman un importante intercambiador de transporte entre Cercanías Madrid y Metro de Madrid, situado en la intersección de la avenida de la Democracia y la calle Jesús del Pino, al norte del casco histórico de Vallecas (distrito Villa de Vallecas) y al lado del barrio de Palomeras Sureste (distrito Puente de Vallecas). La estación toma su nombre de la calle Sierra de Guadalupe, situada en sus proximidades. Además, dispone de Bibliometro en el vestíbulo de la misma.
Desde el 3 de julio de 2016, el andén sentido Pinar de Chamartín permaneció cerrado por las obras de mejora de las instalaciones de la línea 1 entre las estaciones de Plaza de Castilla y Sierra de Guadalupe. La línea se reinauguró  el 13 de noviembre de 2016, aunque en parte del tramo sur se adelantó la reapertura dos meses.
La circulación de trenes entre Alto del Arenal y Sierra de Guadalupe se restableció el 14 de septiembre al finalizar los trabajos de cambio de catenaria.
Desde el 24 de junio de 2023, y hasta el 14 de octubre, el tramo Nueva Numancia-Valdecarros permaneció cortado por obras. En su lugar se ha establecido un servicio sustitutivo de autobús.

## Accesos
Vestíbulo Renfe
- Avenida de la Democracia Avda. de la Democracia, 1
- Correspondencia RENFE Abierto de 6:00 a 0:30 C/ Sierra de Guadalupe, 23
- Glorieta RENFE Abierto de 6:00 a 0:30 C/ Jesús del Pino, 32
- Ascensor Abierto de 6:00 a 0:30 Travesía Sierra de Guadalupe, s/n

Vestíbulo Universidad
- Avda. de la Democracia - Arboleda Avda. de la Democracia, 4. Próximo a Ctra. Vicálvaro a Vallecas y C / Arboleda

## Líneas y conexiones

### Metro
| << cabecera        | < estación       | línea | estación >        | cabecera >> |
| ------------------ | ---------------- | ----- | ----------------- | ----------- |
| Pinar de Chamartín | Miguel Hernández |       | Villa de Vallecas | Valdecarros |

### Cercanías
| procedencia/destino                              | < estación | Línea | estación >    | destino/procedencia |
| ------------------------------------------------ | ---------- | ----- | ------------- | ------------------- |
| Chamartín                                        | El Pozo    |       | Santa Eugenia | Guadalajara         |
| Príncipe Pío                                     | El Pozo    |       | Santa Eugenia | Alcalá de Henares   |
| Cercedilla                                       | El Pozo    |       | Santa Eugenia | Guadalajara         |
| Santa María de la Alameda-Peguerinos El Escorial | El Pozo    |       | Santa Eugenia | Guadalajara         |

### Autobuses
NOTA: Debido a las obras de construcción del intercambiador de Conde de Casal, las líneas sombreadas en naranja trasladan su cabecera en la plaza de Conde de Casal hasta Sierra de Guadalupe, desde el 17 de febrero de 2025 hasta fin de obras.
| Diurnos                                       |                         |                                                |
| Autobuses con cabecera en Sierra de Guadalupe |                         |                                                |
| Línea                                         | Destino                 | Parada                                         |
| E                                             | Conde de Casal          | 1027 SIERRA GUADALUPE (Av. Democracia-dársena) |
| H1                                            | Hospital Infanta Leonor | 1027 SIERRA GUADALUPE (Av. Democracia-dársena) |
| T31                                           | Estación El Pozo        | 1027 SIERRA GUADALUPE (Av. Democracia-dársena) |
| Autobuses pasantes en Sierra de Guadalupe     |                         |                                                |
| Línea                                         | Destino                 | Parada                                         |
| 54                                            | Congosto                | 1027 SIERRA GUADALUPE (Av. Democracia S/N)     |
| 58                                            | B° Santa Eugenia        | 1027 SIERRA GUADALUPE (Av. Democracia S/N)     |
| 103                                           | Ecobulevar              | 1027 SIERRA GUADALUPE (Av. Democracia S/N)     |
| 130                                           | Villaverde Alto         | 1027 SIERRA GUADALUPE (Av. Democracia S/N)     |
| 142                                           | Ensanche de Vallecas    | 1027 SIERRA GUADALUPE (Av. Democracia S/N)     |
| 143                                           | Villa de Vallecas       | 1027 SIERRA GUADALUPE (Av. Democracia S/N)     |
| 54                                            | Estación de Atocha      | 4367 SIERRA GUADALUPE (C/ Jesús del Pino, 24)  |
| 58                                            | Puente de Vallecas      | 4367 SIERRA GUADALUPE (C/ Jesús del Pino, 24)  |
| 103                                           | El Pozo                 | 4367 SIERRA GUADALUPE (C/ Jesús del Pino, 24)  |
| 142                                           | Pavones                 | 4367 SIERRA GUADALUPE (C/ Jesús del Pino, 24)  |
| 143                                           | Manuel Becerra          | 4367 SIERRA GUADALUPE (C/ Jesús del Pino, 24)  |
| 130                                           | Vicálvaro               | 4693 SIERRA GUADALUPE (C/ Jesús del Pino, 32)  |
| Nocturnos                                     |                         |                                                |
| Autobuses pasantes en Sierra de Guadalupe     |                         |                                                |
| Línea                                         | Destino                 | Parada                                         |
| N25                                           | Alonso Martínez         | 4367 SIERRA GUADALUPE (C/ Jesús del Pino, 24)  |
| N9                                            | Cibeles                 | 5163 SIERRA DE GUADALUPE-SAN JAIME             |
| N25                                           | Villa de Vallecas       | 5163 SIERRA DE GUADALUPE-SAN JAIME             |

| Diurnos |               |                                                |          |
| Línea   | Destino       | Parada                                         | Operador |
| 339     | Valdemingómez | 50068 AV. GRAN VÍA DEL ESTE - SIERRA GUADALUPE | La Veloz |